# Pauridia
Pauridia Harv. – rodzaj roślin należący do rodziny przyklękowatych (Hypoxidaceae), obejmujący 35 gatunków występujących w południowej Afryce oraz południowo-wschodniej i południowo-zachodniej Australii.
Nazwa naukowa rodzaju pochodzi od greckiego słowa παύρος, oznaczającego drobny, maleńki i odnosi się do pokroju tych roślin.

## Morfologia
Małe rośliny zielne. Pęd podziemny tworzy bulwę, pokrytą siatkowatymi, szorstkimi łuskami. Liście nagie, tworzące u nasady rurkowatą, błoniastą osłonkę. Głąbik z 1-2 kwiatami, każdy z 2 przeciwległymi, nitkowatymi przylistkami. Okwiat biały do jasnoróżowego, regularny, trwały. Kielich zrosłodziałkowy u nasady. 3 pręciki, wyrastające z gardzieli kielicha. Zalążnia trójkomorowa. Znamię 6-klapowane, o 3 płatkach długich, lancetowatych, wzniesionych i 3 płatkach krótkich, wygiętych. Torebka niepękająca, cienkościenna.

## Systematyka
Pozycja systematyczna wg Angiosperm Phylogeny Website (aktualizowany system APG IV z 2016)Klad okrytonasienne, klad jednoliścienne (monocots), rząd szparagowce (Asparagales), rodzina przyklękowate (Hypoxidaceae).
Gatunki
- Pauridia acida  (Nel) Snijman & Kocyan
- Pauridia aemulans  (Nel) Snijman & Kocyan
- Pauridia affinis  (Schult. & Schult.f.) Snijman & Kocyan
- Pauridia alba  (Thunb.) Snijman & Kocyan
- Pauridia alticola  Snijman & Kocyan
- Pauridia aquatica  (L.f.) Snijman & Kocyan
- Pauridia breviscapa  Snijman
- Pauridia canaliculata  (Garside) Snijman & Kocyan
- Pauridia capensis  (L.) Snijman & Kocyan
- Pauridia curculigoides  (Bolus) Snijman & Kocyan
- Pauridia etesionamibensis  (U.Müll.-Doblies, Mark.Ackermann, Weigend & D.Müll.-Doblies) Snijman & Kocyan
- Pauridia flaccida  (Nel) Snijman & Kocyan
- Pauridia gardneri  (R.J.F.Hend.) Snijman & Kocyan
- Pauridia glabella  (R.Br.) Snijman & Kocyan
- Pauridia gracilipes  (Schltr.) Snijman & Kocyan
- Pauridia linearis  (Andrews) Snijman & Kocyan
- Pauridia longituba  M.F.Thomps.
- Pauridia maryae  Snijman
- Pauridia maximiliani  (Schltr.) Snijman & Kocyan
- Pauridia minuta  (L.f.) T.Durand & Schinz
- Pauridia monophylla  (Schltr. ex Baker) Snijman & Kocyan
- Pauridia monticola  Snijman
- Pauridia nana  (Snijman) Snijman & Kocyan
- Pauridia occidentalis  (Benth.) Snijman & Kocyan
- Pauridia ovata  (L.f.) Snijman & Kocyan
- Pauridia pudica  Snijman
- Pauridia pusilla  (Snijman) Snijman & Kocyan
- Pauridia pygmaea  Snijman & Kocyan
- Pauridia salina  (M.Lyons & Keighery) Snijman & Kocyan
- Pauridia scullyi  (Baker) Snijman & Kocyan
- Pauridia serrata  (Thunb.) Snijman & Kocyan
- Pauridia trifurcillata  (Nel) Snijman & Kocyan
- Pauridia umbraticola  (Schltr.) Snijman & Kocyan
- Pauridia vaginata  (Schltdl.) Snijman & Kocyan
- Pauridia verna  (Hilliard & B.L.Burtt) Snijman & Kocyan